# Nomioides elbanus
Nomioides elbanus är en biart som beskrevs av Blüthgen 1934. Nomioides elbanus ingår i släktet Nomioides och familjen vägbin. Inga underarter finns listade i Catalogue of Life.